# Práznovce
Práznovce (allemand : Prasnowitz, hongrois : Práznóc) est un village de Slovaquie situé dans la région de Nitra.

## Histoire
Première mention écrite du village en 1183.

## Démographie

### Évolution de la population
| Année:               | 1994. | 2004. | 2014.   | 2024.   |
| -------------------- | ----- | ----- | ------- | ------- |
| Nombre de personnes: | 0     | 962   | 969     | 966     |
| Différence:          |       | –     | +0,72 % | -0,30 % |

| Année:               | 2023. | 2024.   |
| -------------------- | ----- | ------- |
| Nombre de personnes: | 977   | 966     |
| Différence:          |       | -1,12 % |